# Capu Rossu
Capu Rossu est le nom d'un site naturel classé sur la commune française de Piana en Corse

## Situation
Le site naturel de Capu Rossu est situé sur le littoral sud du golfe de Porto classé au Patrimoine mondial par l’Unesco, sur la commune de Piana en Corse-du-Sud, à l'ouest du village. Il s'étend depuis Bocca d'Osini à l'est, jusqu'à l'extrémité de la presqu'île de Capu Rossu à l'ouest, et la punta di l'Ancisa au sud, dans les limites du Parc naturel régional de Corse.
Ses coordonnées géographiques sont 42° 14′ 25″ N, 8° 35′ 12″ E.

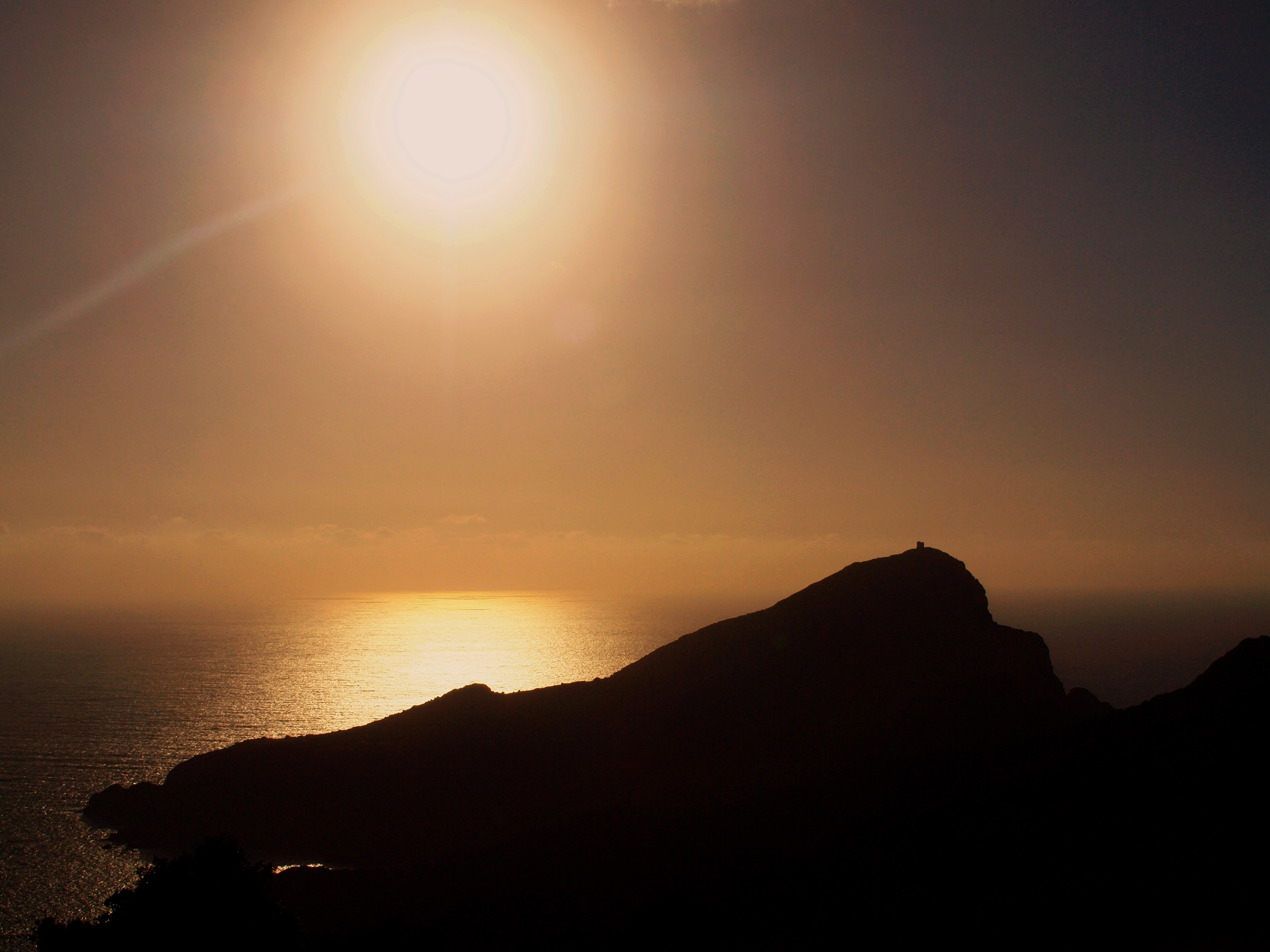
coucher de soleil sur Capu Rossu

Le site de Capu Rossu présente de nombreux vestiges agro-pastoraux. Son pourtour est fait de côtes rocheuses et falaises maritimes, avec des îlots, bancs rocheux et récifs. Son sol rocailleux est couvert d'une végétation rase, avec un maquis bas avec des cistaies, des landes silicicoles méso-méditerranéens et des pelouses sèches. Il est le domaine d'oiseaux marins, principalement des goélands d'Audouin et des cormorans noirs.
Il possède une remarquable tour génoise, la tour de Turghju, érigée en 1608 et parfaitement restaurée de nos jours, perchée à 287 mètres d'altitude.

## Gestion
79 ha de sa superficie appartiennent au Conservatoire de l'espace littoral et des rivages lacustres qui le gère avec la participation du département de la Haute-Corse. Il a été acquis en 1980. Il est repris à l'Inventaire national du patrimoine naturel sous le numéro FR1100061 Capu Rossu. Le reste de son territoire est un site départemental.

## Accès
Pour y arriver, prendre la D824 au centre du village de Piana. Cette route départementale se termine à la plage d'Arone. À mi-chemin, au pied du Capu Frassatu (400 m), se trouve une aire de stationnement d'où part le sentier menant à la tour génoise de Turghju. Le chemin commence par une descente dans le maquis, puis remonte vers la tour au niveau d'une ferme. La principale difficulté ne réside pas dans le dénivelé, mais dans la dernière partie de l’ascension, très chaude à cause de sa végétation quasi inexistante.

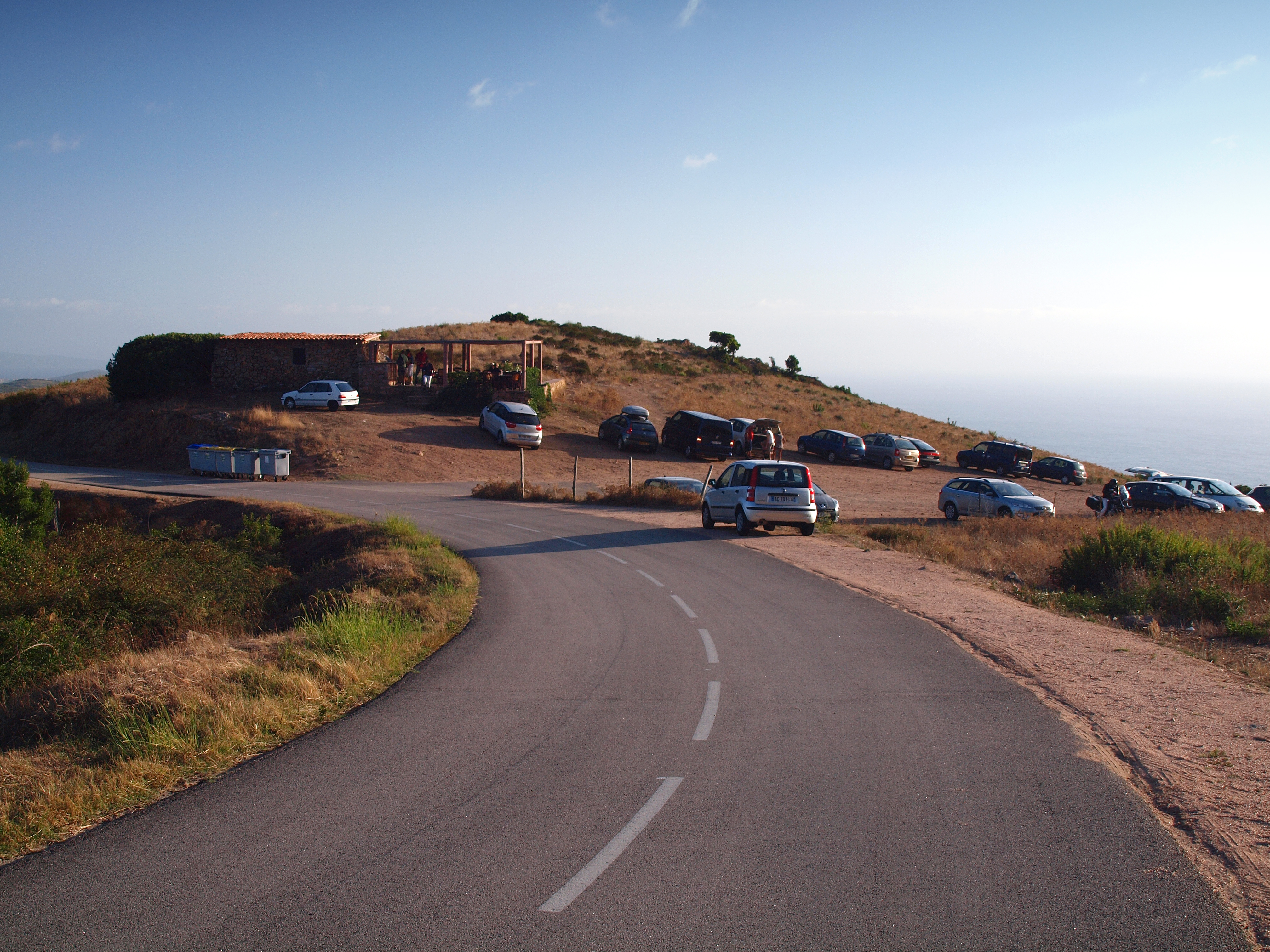
Départ du sentier
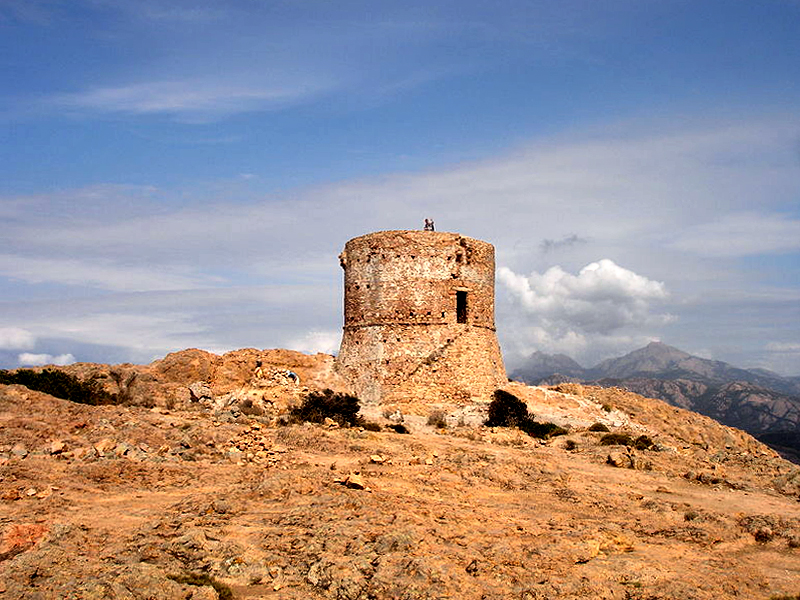
Tour de Turghju
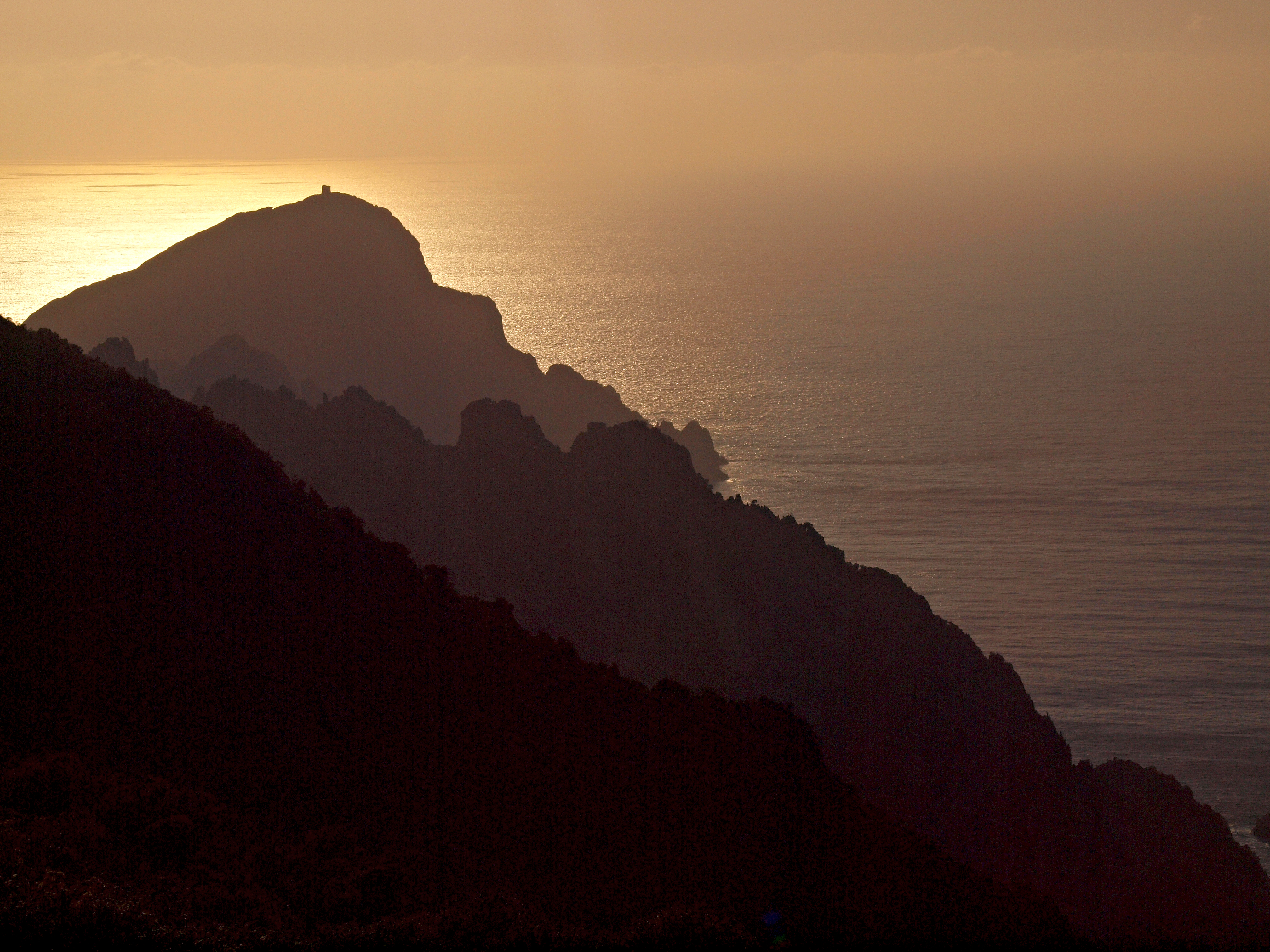
Le site de Capu Rossu au couchant